# European Journal of Clinical Investigation
L'European Journal of Clinical Investigation è una rivista medica mensile sottoposta a revisione paritaria che tratta tutti gli aspetti della ricerca biomedica. È stata fondata nel 1970 come continuazione dell'Archiv für Klinische Medizin ed è pubblicata dalla John Wiley & Sons per conto dell'European Society for Clinical Investigation, di cui è la rivista ufficiale.
Il caporedattore è Hendrik Nathoe (Università di Utrecht).
Secondo il Journal Citation Reports, la rivista ha ricevuto un fattore di impatto per il 2021 pari a 4,686, collocandosi al 32º posto fra 154 titoli presenti nella categoria "Medicina generale e interna" e al 57º posto fra 133 titoli nella categoria "Medicina, ricerca e sperimentale".